# Braganzavågen
Braganzavågen is een baai van het eiland Spitsbergen, dat deel uitmaakt van de Noorse eilandengroep Spitsbergen.
De baai is vernoemd naar Aldegonda, née Princes van Braganza (1858-1946).

## Geografie
De baai ligt aan het oostelijk uiteinde van het fjord Van Mijenfjord en mondt in het zuidwesten in het fjord uit. De baai is noordoost-zuidwest georiënteerd.
Aan de monding van de baai ligt de mijnnederzetting Sveagruva.
Ten noordwesten van de baai ligt het Nordenskiöld Land en ten zuidoosten het Heer Land.